# Neak sre
Neak sre è un film del 1994 diretto da Rithy Panh.
Fu presentato in concorso al Festival di Cannes 1994.